# Водяний хрін болотяний
Водяний хрін болотяний (Rorippa palustris) — вид багаторічних трав'янистих рослин родини капустяні (Brassicaceae), поширений у Північній Америці, Євразії та Єгипті. Етимологія: лат. palustris — «болотяний».

## Опис
Може бути однорічною, дворічною або багаторічною рослиною і є змінною за зовнішнім виглядом. Висота: 10–60 см. Стебло розгалужене у верхній частині. Листки чергові, перисті, з заокругленими зубчастими полями, кінцева частка більша, ніж інші. Вінчик жовтий чи блідо-жовтий, шириною не більше 0.5 см; пелюстків 4, завдовжки ≈2 мм; чашолистків 4. Тичинок 6, з них 2 короткі та 4 довгі. Суцвіття — китиця, що подовжується в плодовій стадії. Багатонасінний стручок циліндричний, злегка вигнутий, 3–8 мм завдовжки, закінчується майже 1 мм довжини щетинкою. Насіння від коричневого до жовтувато-коричневого кольору, яйцеподібне або субкулясте, дворядне, 0.5–0.9 × 0.4–0.6 мм.

## Поширення
Північна Америка: Канада, США; Європа: майже вся територія; Північна Африка: Єгипет; Азія: Китай, Афганістан, Бутан, Індія, Японія, Казахстан, Корея, Монголія, Непал, Пакистан, Росія, Таджикистан, Туркменістан, Узбекистан. Введений в Австралію, Мексику, Південну Америку, Ґренландію та інші країни.
Населяє болота, пасовища, луки, узбіччя доріг, береги озер, ставків, річок, зарості; від приблизно рівня моря до 4000 м.
В Україні зростає на піщаних вологих місцях, поблизу води в більшій частині України, крім пд. частини Степу.

## Використання
Молоде листя, стебла і пагони їдять в салатах або варять.

## Галерея

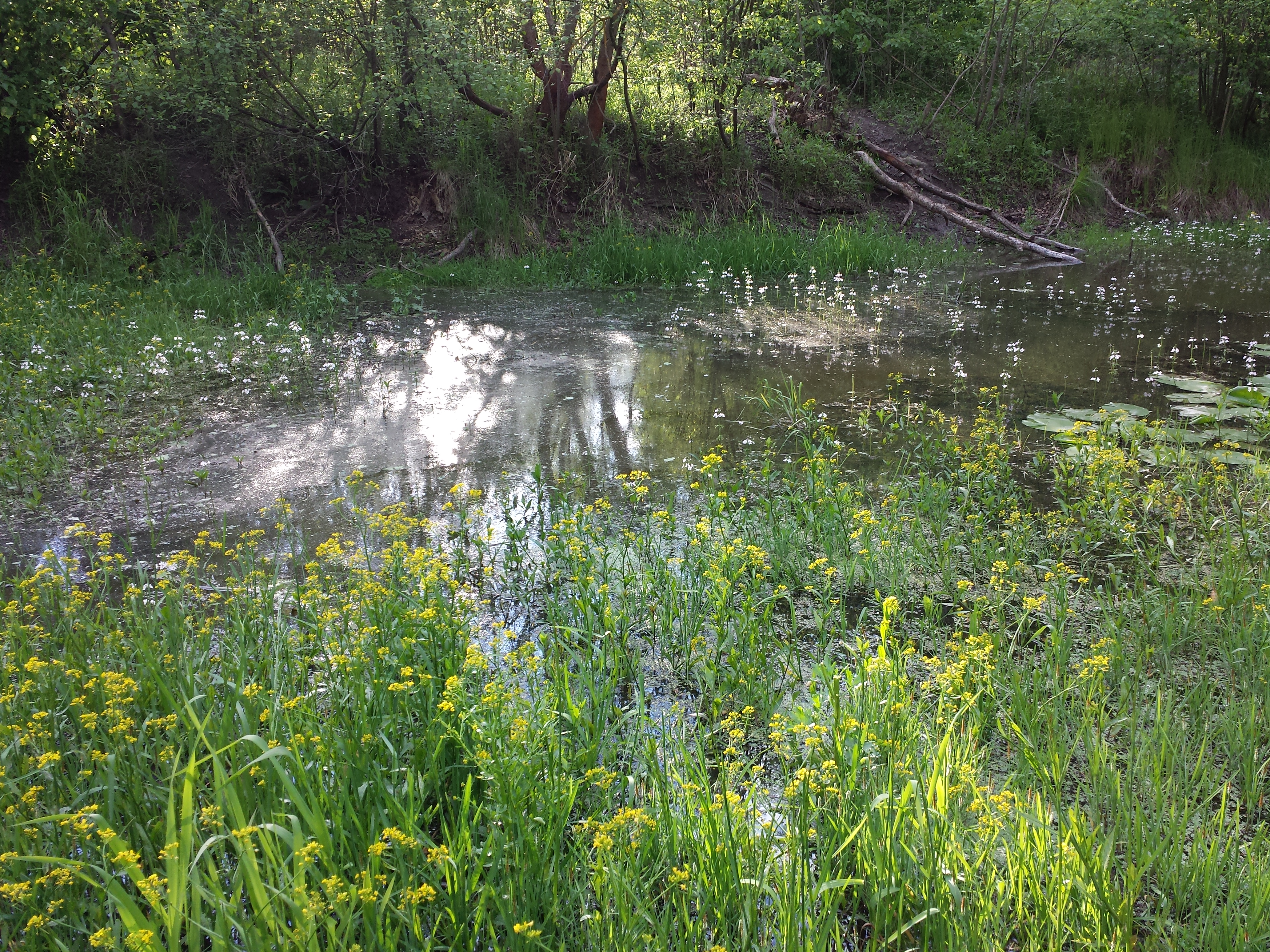
у середовищі проживання
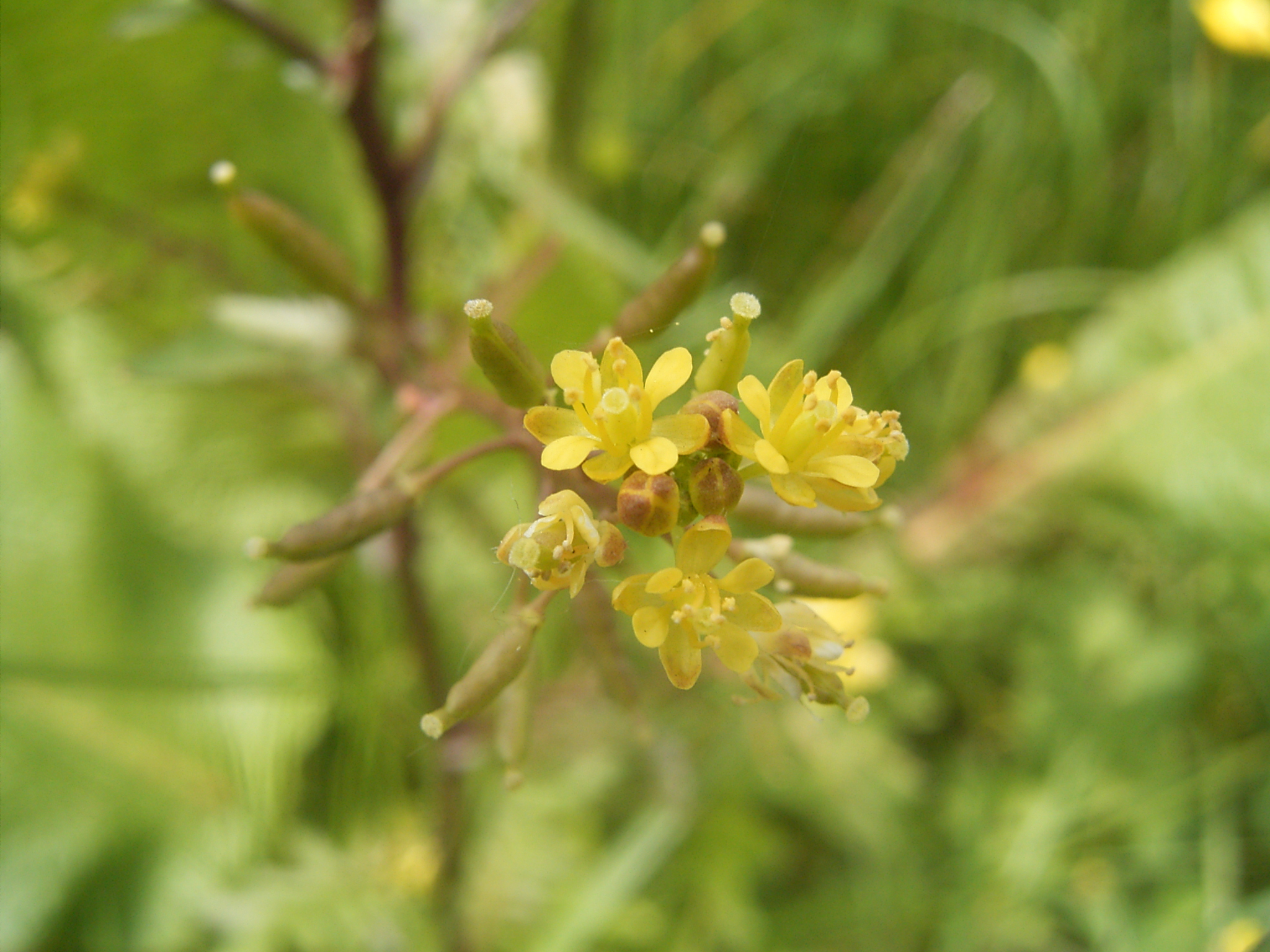
квіти
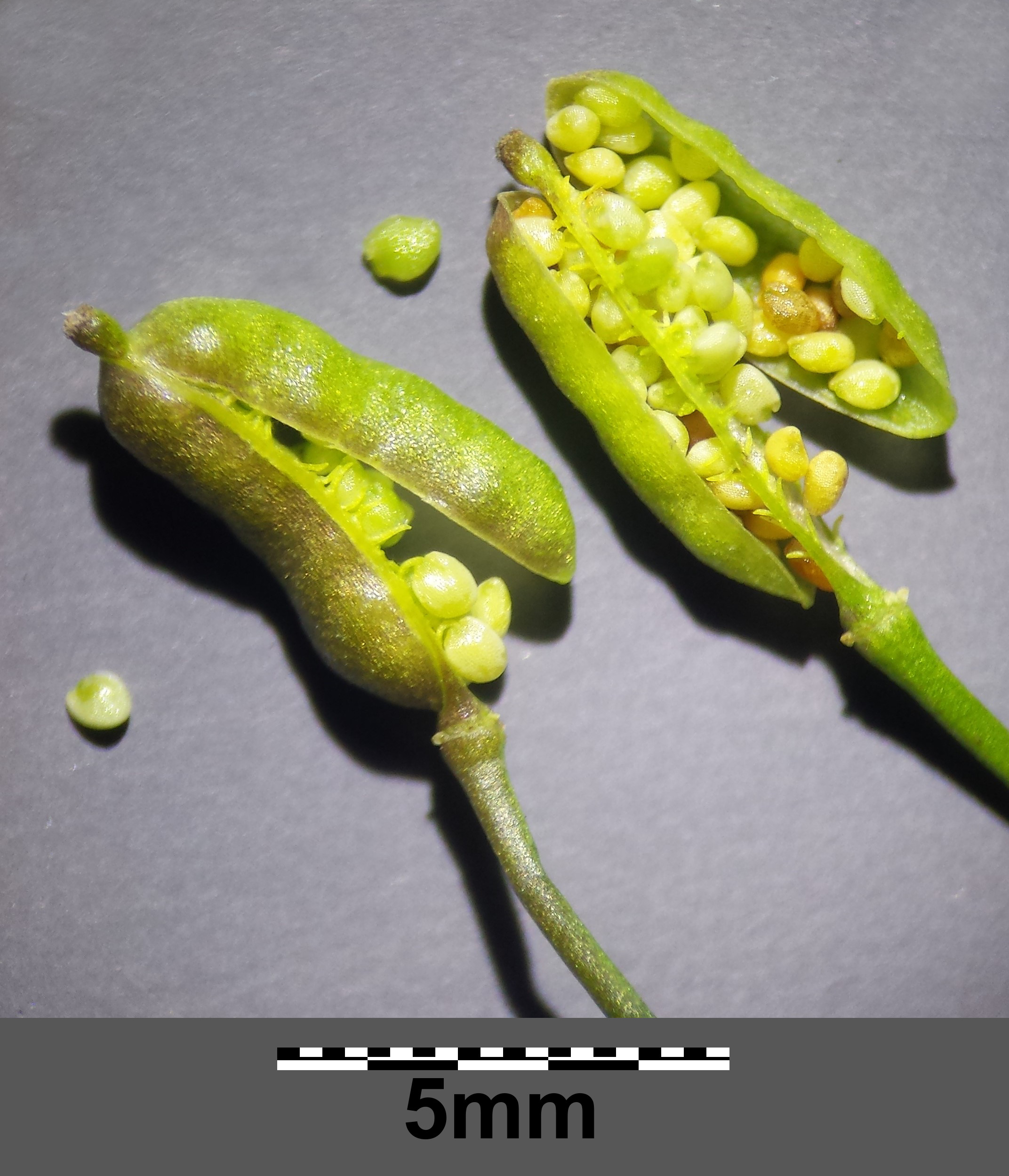
плоди
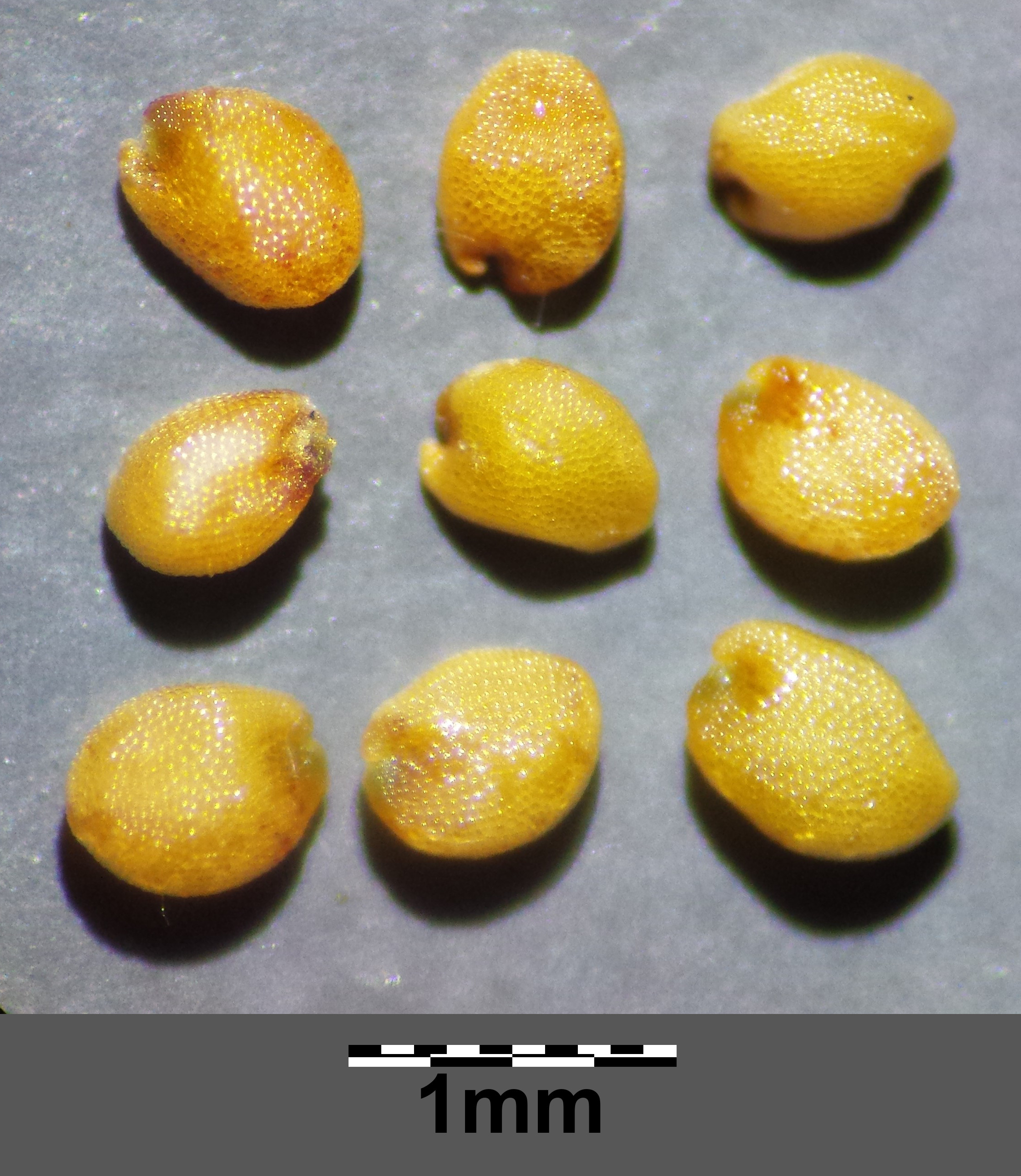
насіння
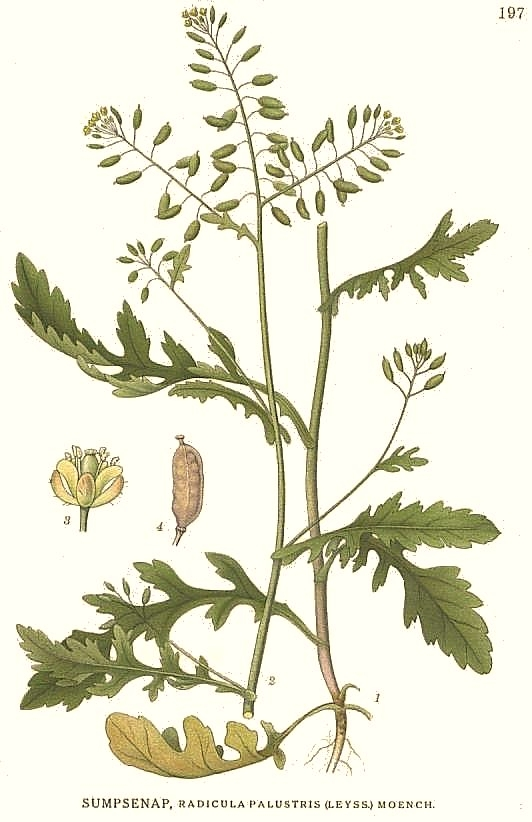
ілюстрація